# The Missing Piece
The Missing Piece ist das neunte Studioalbum der britischen Progressive-Rock-Band Gentle Giant. Es wurde 1977 auf Chrysalis Records veröffentlicht.
Nach ihrer Interview-Tournee leitete Gentle Giant mit ihrer Rückkehr ins Studio einen stilistischen Richtungswechsel ein. Auf der A-Seite des Albums präsentierten sie neue, ungewohnte, musikalische Richtungen, einschließlich Blue-Eyed Soul, Popmusik und Punkrock, wohingegen die B-Seite mehr in ihrem typischen progressiven Rockstil gehalten war.

## Titelliste
Alle Titel wurden von Kerry Minnear, Derek Shulman, und Ray Shulman geschrieben. Gesang von Derek Shulman, außer As Old as You're Young von Kerry Minnear und Derek Shulman gesungen.
| Nr. | Titel                            | Länge |
| --- | -------------------------------- | ----- |
| 1.  | Two Weeks in Spain               | 3:07  |
| 2.  | I'm Turning Around               | 3:59  |
| 3.  | Betcha Thought We Couldn't Do It | 2:25  |
| 4.  | Who Do You Think You Are?        | 3:35  |
| 5.  | Mountain Time                    | 3:20  |

| Nr. | Titel                  | Länge |
| --- | ---------------------- | ----- |
| 1.  | As Old as You're Young | 4:21  |
| 2.  | Memories of Old Days   | 7:18  |
| 3.  | Winning                | 4:18  |
| 4.  | For Nobody             | 4:05  |

| Nr. | Titel                                                          | Länge |
| --- | -------------------------------------------------------------- | ----- |
| 10. | For Nobody (Live, exclusively on the 35th anniversary release) |       |

## Rezeption

### Rezensionen
The Missing Piece erhielt gemischte Kritiken. Patrick Little von AllMusic bewertet das Album lediglich mit zwei von fünf Sternen. Auch auf dem Progressive-Rock-Musikportal Babyblaue Seiten erhielt es nur 6/15 und zwei Mal 8/15 Punkten.

### Charterfolge
Aus dem Album wurden drei Singles Two Weeks in Spain, Mountain Time und I'm Turning Around ausgekoppelt, diese konnten sich aber nicht durchsetzen. The Missing Piece selbst schnitt auf dem Markt für die Band enttäuschend ab und wurde weder von der bestehenden Fangemeinde angenommen, noch konnte es neue Fans für Gentle Giant gewinnen.
Das Album erreichte 1977 Platz 81 der Kanadischen Albumcharts, Platz 50 der Schwedischen und Platz 81 der US-Billboard 200-Albumharts. The Missing Piece war das letzte Gentle Giant-Album, das in den Vereinigten Staaten die Charts erreichte.

## Besetzung
Auf den Besetzungslisten der Albumcover waren Instrumente nicht im Einzelnen aufgelistet.
- Gary Green – E-Gitarre, Akustikgitarre (7)
- Kerry Minnear – Hammondorgel (1, 2, 5–9), E-Piano (1, 2, 5, 7), Piano (4–6, 8), Synthesizer (1, 4, 7), Minimoog (3, 6, 8), Clavinet (6), Perkussion (8), Gesang (6)
- Derek Shulman – Gesang
- Ray Shulman – E-Bass, Zwölfsaitige Gitarre (7), Perkussion (8)
- John Weathers – Schlagzeug (1–6, 8, 9), Tamburin (1, 5, 6, 8, 9), Zimbel (7), Perkussion (8), Drumcomputer (8)

### Technik
- Gentle Giant – Produktion
- Ray Shulman, Tanner – Coverdesign
- Paul Northfield – Toningenieur
- Pete Norman – Acetatlackschnitt
- David Zammit – Soundberatung
- G.G. Toons – Fotografie